# Mundomar
Mundomar est un parc zoologique espagnol, situé dans la Communauté valencienne, à Benidorm. Inauguré en 1996, le parc prend place juste à côté du parc aquatique Aqualandia (es). Il comprend notamment un delphinarium.
Il est une entreprise du groupe Santa-Maria, propriété du français Georges Santa-María et de sa famille, qui possède également le parc aquatique Aqualandia et le parc d'attractions Terra Mítica, entre autres.
Il n'est pas membre de l'Association européenne des zoos et aquariums (EAZA).

## Installations et animaux présentés
Parmi les mammifères marins sont présentés des otaries de Californie, des otaries à crinière, des phoques gris et un groupe de onze grands dauphins.
Le parc présente aussi des petits mammifères terrestres : kinkajou, lémur catta, vari noir et blanc, coati commun, saïmiri et suricate.
Il présente également de nombreux oiseaux : manchots de Humboldt, aras, toucans...